# كريستيان نازاريت
كريستيان نازاريت (بالإسبانية: Cristian Nazarit)، لاعب كرة قدم كولومبي لعب سابقاً في النادي الأهلي القطري .
لعب مع عدة أندية كولومبية واحترف في أمريكا وتشيلي و اليابان وقع مع النادي الأهلي القطري في عام 2017 .

## روابط خارجية
- كريستيان نازاريت على موقع الاتحاد الدولي (مؤرشف)  (الإنجليزية)
- كريستيان نازاريت على موقع رابطة كرة القدم اليابانية للمحترفين (اليابانية)
- كريستيان نازاريت على موقع الدوري الأمريكي (الإنجليزية)
- كريستيان نازاريت على موقع قاعدة بيانات كرة القدم.إي يو (الإنجليزية)
- كريستيان نازاريت على موقع Soccerway.com (الإنجليزية)
- كريستيان نازاريت على موقع عالم كرة القدم.نت (الإنجليزية)
- كريستيان نازاريت على موقع AS.com (الإسبانية)